# Ришелье (вышивка)

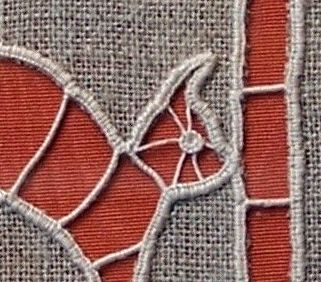
Вышивка Ришелье по льняной ткани

Ришелье — это особый вид вышивки, в котором стежки наносятся на ткань, полностью заполняя фрагмент полотна. Относится к вышивке городского типа.
Ришелье, также известная как punto tagliato на итальянском языке, представляет собой технику рукоделия, при которой части текстиля, обычно хлопка или льна, отрезаются, а полученное «отверстие» укрепляется и заполняется вышивкой или игольным кружевом.
Техника «Ришелье» представляет собой ажурный рисунок, который состоит из переплетения геометрических фигур с растительными элементами и перемычками. Ришелье считается одним из самых изящных видов вышивки. Ришелье связано с техникой мережки. При работе с тянутыми нитями обычно отводятся (обрезаются и удаляются) только нити основы или утка, а оставшиеся нити в образовавшемся отверстии связываются различными способами. В других видах ришелье могут быть протянуты как основные, так и уточные нити.
Современная ажурная вышивка выполняется практически на всех видах тканей. Цвет полотна и нитей может совпадать или же, быть контрастным. Толщина нити подбирается согласно толщине полотна. Также существует машинная вышивка в технике «Ришелье».

## История

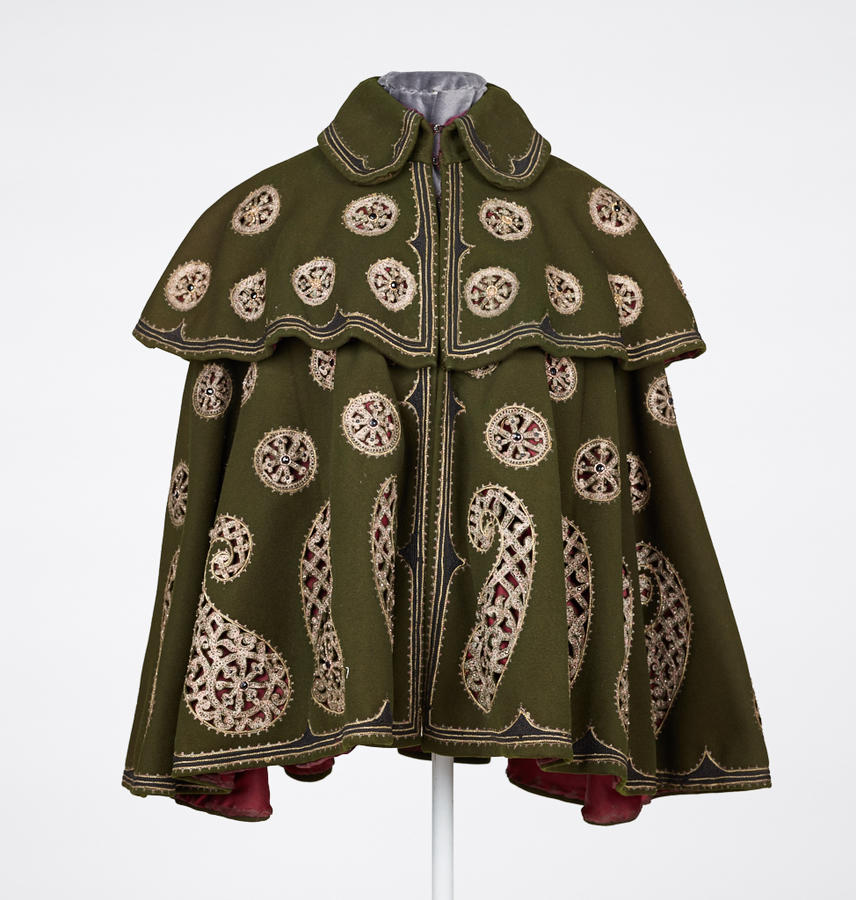
Американская накидка на плечо 1895 года, зелёная набивная шерсть с ажурным рисунком, металлическая вышивка, шелковая тесьма, стеклянные бусины, искусственные гагатные камни

Впервые кружевная вышивка была завезено в Европу из стран Востока. Под воздействием местных культур и модных традиций ажурная вышивка постепенно изменялась и трансформировалась.
По другим источникам техника ришелье зародилась в Италии в период Итальянского Возрождения, в XIV, XV и XVI веках.
Период бурного подъёма ажурной вышивки в Европе датируется XIV — XV вв.
В вышивке эпохи Возрождения и работах Ришелье рисунок формируется путём вырезания фоновой ткани.
В елизаветинскую эпоху ришелье широко использовалось в дизайне и украшении некоторых видов воротников.
Изящная, воздушная вышивка была привилегией высших сословий. Особенно популярными  были высокие воротники, манжеты, вышитые по контуру жабо. В некоторых изделиях элементы узора соединялись специальными бридами (перемычки, которые заполняют пространство на месте вырезанной ткани и образуют рисунок вышивки.) создавая эффект легкости и воздушности. Также элементы ажурной вышивки присутствовали на носовых платках, простынях и предметах интерьера. Многие знатные дамы проводили свой досуг за вышивкой. Было открыто много мастерских и специальных женских школ, в которых девицы благородного происхождения обучались данному виду искусства.
Этот вид рукоделия мигрировал по странам  всего мира, включая Великобританию, Индию и США.
Ришелье по-прежнему преобладает в моде сегодня, и хотя они разные, ришелье обычно ошибочно принимают за кружево. Узор с ушками — один из наиболее узнаваемых видов ришелье в современной моде.
В вышивке данного типа рисунок исходит из отверстий, а не из ткани.

### Легенды названия вышивки
Считается, что вышивка «ришелье» своим названием обязана всемогущему кардиналу Ришелье, министру Людовика XIII. Бытует несколько версий. Одна из легенд гласит, что именно он приказал ограничить ввоз дорогостоящих роскошных кружев, которые Франция покупала тогда в Италии, и заменить их кружевной вышивкой по полотну местного производства. По другой версии вышитые кружева были любимыми украшениями одежды кардинала. Он носил воротники, манжеты, перчатки и ботфорты, украшенные ажурной вышивкой. А ещё одна легенда говорит, что сам кардинал любил на досуге вышивать в технике "ришелье" и достаточно в этой области преуспел.

### Традиционный ришелье по странам

#### Чешская Республика
Плотно обработанный ришелье был традиционным во многих частях Чехии. Мотивы могут быть круглыми, дугообразными или листовидными. Поскольку мотивы часто располагались так близко друг к другу, вышивка выглядела как кружево, когда все центры мотивов были срезаны. 

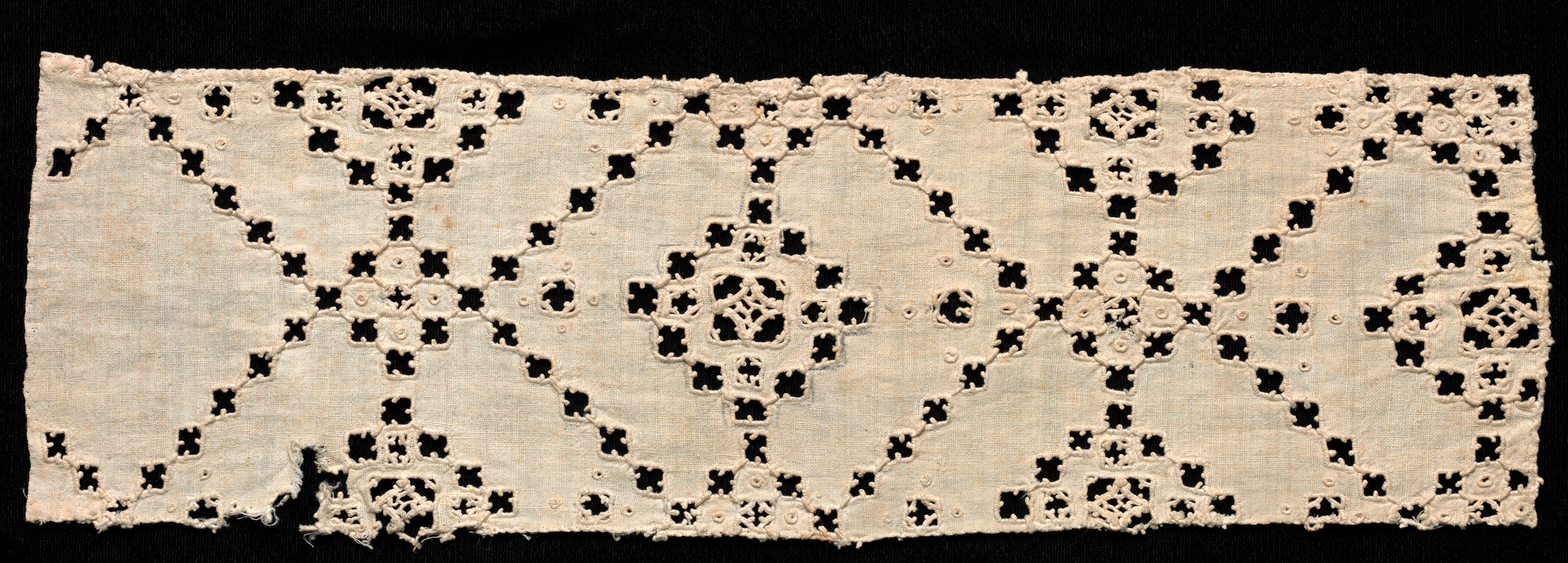
Фрагмент кружева ришелье, Италия, конец 17 века (Художественный музей Кливленда).

#### Италия

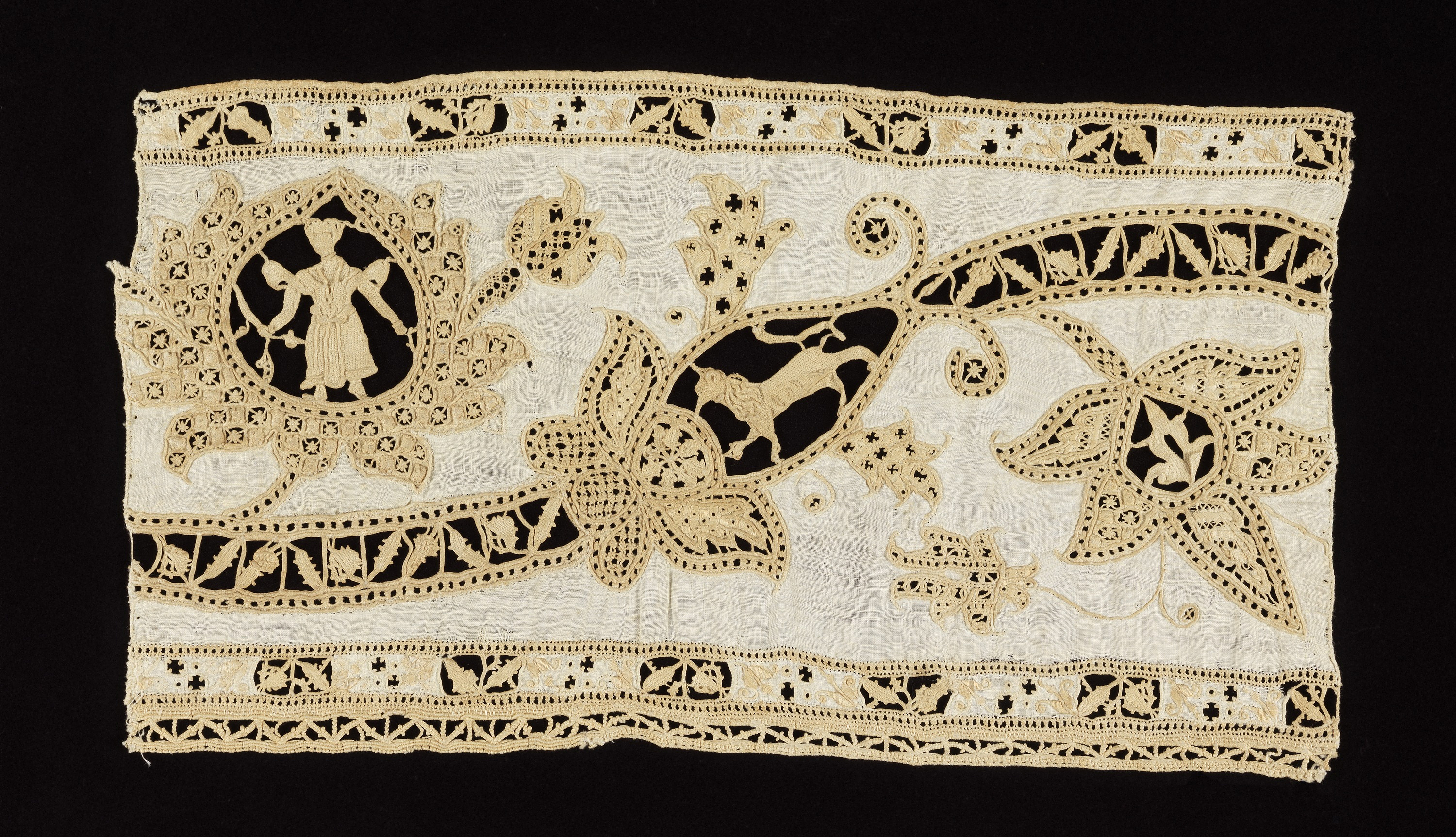
Бордюр с резьбой (Италия), XVI-XVII века. Раскрой ткани с игольчатыми наполнителями, вышивкой, обработкой снятых элементов. Мотив — изогнутая виноградная лоза с листьями; на одной пальметте изображена стоящая фигура, а на другой — лев.

В книгах по вышиванию после 1560 года основное внимание уделялось вышивке ришелье, поскольку она стала очень популярной в Италии. Первоначально схемы прокрутки, работавшие в punto in aria,  сменились в конце века на ретичелла.
Техника пунто в арии заключалась в том, чтобы укладывать нити на льняную основу, а затем срезать ткань. Его часто использовали для более свободных узоров, чем более геометрическую ретичеллу, где вырезались квадраты из  ткани, а затем применялась вышивка :138.

#### Мадейра
в 1850-х годах англичанка мисс Фелпс приехала на Мадейру, чтобы улучшить свое здоровье, и давала уроки английской вышивки.
В 1920-е годы была создана Гильдия вышивальщиц Мадейры. Среди его целей было установить оплату и стандарты для вышивальщиц на острове. Статистика гильдии, говорит, что многие женщины на Мадейре занимались вышивкой, чтобы заработать деньги для своих семей.

#### Нидерланды
Ришелье было популярно во всех Нидерландах. Особенно изящная форма вышивки ришелье называется сниверк и используется для украшения одежды, такой как фартуки и блузки, а также предметов домашнего обихода, таких как наволочки :185.

#### Польша
Вышивка ришелье была популярна в польской деревне с 1700-х годов, если не раньше. Его использовали для украшения костюмов и текстиля для дома. Выполнение этой ручной вышивки достигло своего апогея в конце XIX века, когда население больше тратило средств на одежду.
Вышивка встречалась как на мужской одежде, так и на женской. Для тех, кто не мог позволить себе одежду полностью декорированную ришелье, были популярны воротники с проушинами, которые можно было использовать для украшения различных блузок. Вышивка обычно выполнялась на белой ткани, но вокруг Серадза иногда использовалась ткань в розово-белую полоску. Узоры были геометрическими до конца XIX века. С появлением машинной вышивки дизайн стал более разнообразным.

#### Россия
С 30-х-50-х годов XX века на фабриках в России появляются вышивальные машины, на которых используют узоры типа ришелье. В СССР в период оттепели модными считались платья и блузки с машинным кружевом «ришелье», которым отделывали воротники, манжеты и карманы.
К середине XX века в Сибири все большую популярность получают кружевные техники ришелье и мережка, особым изяществом отличалось богато декорированное постельное белье: наволочки, подзоры, уголки и пододеяльники. Нехарактерные для крестьянских мастериц Сибири аристократические техники кружевоплетения были привнесены и адаптированы мастерицами, выходцами из Прибалтики, немецких поселений Поволжья, Западной Украины в конце XIX — первой половине XX века. В этот же период при изготовлении кружевного текстиля домашние мастерицы наряду с традиционными техниками активно обращаются к более сложным — мережка, ришелье, при этом геометрический орнамент теснят растительные узоры, иногда сюжетные изображения.
Одежда с кружевами данного типа хранится и экспонируется во многих музеях: Кижи,  Музее народных ремёсел и промыслов (Елец), Режевском историческом музее.
Существуют музейные инсталляции интерьеров советских квартир 1940-е годов, где на серванте и на полочках можно увидеть кружевные салфетки, вышитые в технике ришелье (Дзержинский краеведческий музей (Нижегородская область)).

## Виды ришелье

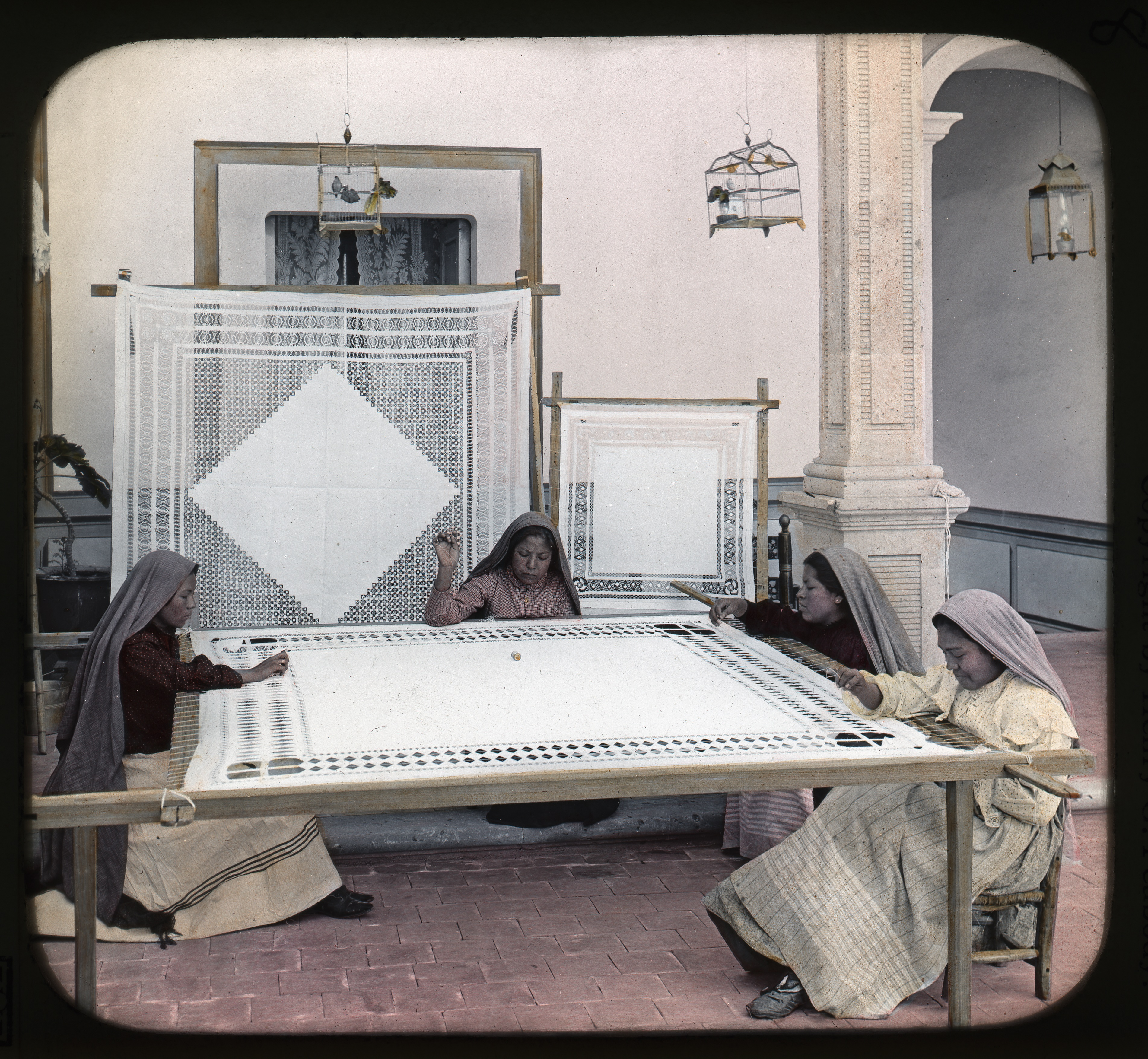
Мексиканские вышивальщицы

Различные формы ришелье традиционно популярны в ряде стран. Стили рукоделия, включающие вышивку ришелье, включают английское бродери, кружево Каррикмакросс, раннюю ретичеллу, испанское ришелье, хедебо  и джаали, которые распространены в Индии.
Существуют виды ришелье: от наименьшего количества срезанной ткани (ришелье эпохи Возрождения) до наибольшего (ришелье Reticella). :378
Техника «Ришелье» бывает нескольких видов:
- безбридная;
- с простыми бридами;
- с простыми бридами и «паучками»;
- «паучок» из полотна;
- мозаика «соты»;
- мозаика неправильной формы.

## Схожие техники
«Венецианская вышивка» во многом схожа с ришелье, она необычайно выразительна и эффектна. Единственным отличием является отсутствие прорезей между отдельными бридами.
«Ретичелла» - итальянская техника плетения игольчатого кружева, отличается невероятной сложностью и воздушностью.
«Ренессанс» - вышивка, в которой контур выбранного рисунка обозначается прометочными стежками в одно сложение нити, с последующим перекрытием фестонами.
«Бродери англэз » "английская вышивка" (французский, «английская вышивка», произношение [bʁɔdʁi ɑ̃ɡlɛz] ) — техника рукоделия, включающая в себя черты вышивки, ришелье и игольного кружева.
Несмотря на такое большое разнообразие техник, наиболее популярной и востребованной все же была вышивка ришелье.

## Ткани с люверсами
Данный вид техники обработки ткани также используется для создания тканей с люверсами путем вырезания в них небольших круглых отверстий. После этого края отверстий обшиваются расшивными стежками. Количество и плотность стежков, а также качество фоновой ткани могут различаться у разных видов. Ткани с люверсами — очень популярный вид ткани.

## Машинная вышивка
Первые ажурные работы, вышитые на специальных швейно-вышивальных машинах в технике «Ришелье», появились лишь в XX веке. Стоит отметить, что машинная техника несколько отличается от ручной работы. Для вышивальных машин были разработаны специальные швы, которые имеют названия, аналогичные швам ручной работы, и визуально схожи с ними.

## Лазерная резка
Лазерная резка позволяет создавать более точные и сложные узоры. Лазер также имеет возможность плавить и запечатывать края ткани с помощью тепла лазера. Это помогает избежать осыпания ткани в процессе создания. Кроме того, использование лазера для вышивки позволяет вышивальщице или создателю создавать уникальные дизайны, такие как «травленый вид», путем изменения глубины лазерного реза на ткани.

## внешние ссылки
- Виртуальный музей текстильного искусства
- | Кружево                            | Кружево                                                                                                                                                                                                                                                                                                                                                                                                                                                                                                                                                                                                                                                                                                                                                                                                                                    |
| ---------------------------------- | --- |
| Виды кружева                       | - Абруццкое - Алансонское - Антверпенское - Армянское - Аррасское - Байе - Балахненское - Баттенбергское - Белёвское - Бедфордширское - Бинш - Бобовское - Бродери англэз - Брюгге - Брюссельское - Бурано - Буратто - Вадстенское - Валансьенское - Вамберкское - Венецианский гипюр - Вологодское - Вятское - Генуэзское - Гипюр - Горицианское - Греческое - Елецкое - Игольчатое - Идрийское - Изернийское - Захожское (Киришское) - Канту - Кенмэрское - Клюни - Коньское - Кукарское - Ламе - Лефкаритика - Лилльское - Лимерикское - Малин - Мальтийское - Металлическое - Мирекурское - Мценское - Мундильо - Няндути - Ойя - Ретичелла - Ришелье - Розалиновое - Русское - Сабаское - Светомарское - Сетчатое кружево Луанко - Тамбурное - Тенерифское - Торшонное - Фламандское - Халашское - Хорватские - Четнекское - Шантильи |
| Музеи кружева                      | - в Брюсселе - в Бурано - в Вамберке - в Вологде - в Бобовой - в Конякове - в Кортрейке - в Пескокостанцо - в Прахатице - в Рапалло - в Мирекуре |
| Принадлежности для создания кружев | - Игольница - Коклюшка - Крючок для вязания - Пяльцы - Ручные швейные иглы - Напёрсток - Нить |